# アンスコ (アメリカ合衆国の企業)

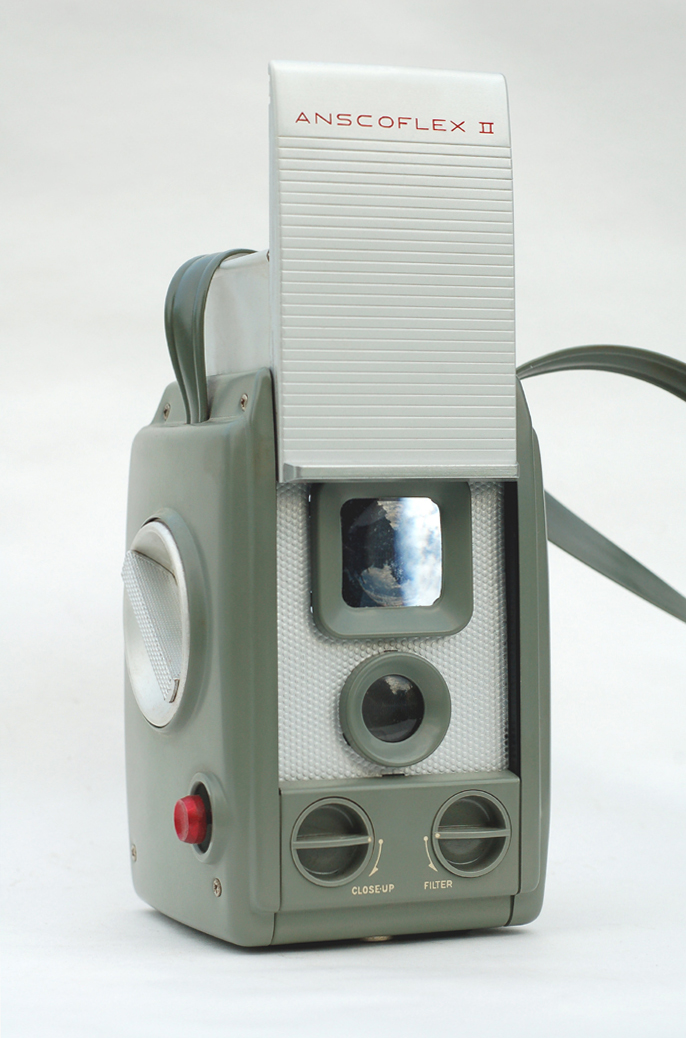
アンスコフレックスII

アンスコ（英語: Ansco）は、かつてアメリカのニューヨークに存在した写真機、および写真フィルムを製造販売する企業であり、そのブランドである。
前身のアンソニー時代は別として、カメラメーカーとしてはあまり高級機は作らなかった。かつてはアメリカ合衆国第2位のフィルムメーカーであった。

## 歴史

### 前史、スコービル
- 1802年 - スコービル（Scoville Co. ）は写真発明以前より錠前を含む真鍮加工業で出発し、種々の木製カメラも製作してアメリカ合衆国最古のカメラメーカーとなっていた[2]。

### 前史、アンソニー
創業者のエドワード・アンソニー（Edward Anthony ）は大学を卒業して土木技師として働く傍ら、余暇にサミュエル・モールスよりダゲレオタイプの技法を学んでいた。
- 1841年 - エドワード・アンソニーがニューヨークに写真スタジオを開いた。
- 1842年 - エドワード・アンソニーが写真スタジオの副業としてカメラメーカー、E・アンソニー（E. Anthony & Co. ）を設立。
- 1852年 - エドワード・アンソニーの兄が参加しE & HT アンソニー（E & HT Anthony & Co ）となった[2]。
- 1870年 - 高級木製カメラ、アンソニー（Anthony ）を発売、写真館にあるプロ用木製カメラの代名詞となった。

透明セルロイドをベースとする写真フィルムを発明しコダックとの間で特許訴訟になっていたハンニバル・グッドウィン（Hannibal Goodwin ）を支援した。

### アンスコへ
- 1902年 - アンソニーとスコービル & アダムス（Scoville & Adams ）が合併、アンソニー & スコービル（Anthony & Scoville ）となった[2]。
- 1907年 - アンスコ（Ansco ）と改名した[2]。
- 1914年3月27日[3] - グッドウィンに対しコダックから500万ドルの賠償金が支払われたがすでにグッドウィンは死去、この賠償金をアンスコが受け取った[2]。
- 1928年 - アグフア（現在のアグフア・ゲバルト）と合併、アグフアアンスコ（英語: Agfa-Ansco ）となった。
- 1943年 - アグフアのアンスコ部門・ブランドとなった[2]。
- 1963年 - GAFフィルムとなり、アンスコのブランドが消滅した[2]。

## カメラ製品
初期には自製し高級木製カメラメーカーとして有名になったが、アグフアとの合併後はアグフア・ゲバルト、ミノルタ（現コニカミノルタ）、リコー、チノンなどからのOEMが主体となりまた大衆向けとなった。日本国内の代理店はシュリロ貿易（現シュリロトレーディング）だったが駒村商会でも取り扱いがあった。

### 120フィルム使用カメラ
- アンスコ2号 - アンスコ0号をほとんどそのまま120フィルムによる6×9cm判としたもの。
- スピーデックス（Speedex 、1946年頃発売） - 6×6cm判。距離計はない。
- アンスコオートマチックレフレックスF3.5（Ansco Automatic reflex/3.5 、1947年発売[1]） - 6×6cm判[1]。レンズはウォレンサック製アンスコアナスチグマット83mmF3.5[1]またはヴェロスチグマット83mmF3.5[1]で、なかなか描写の良いレンズである[1]。やや大きめで重い、プロにも使える高級機であり、アンスコブランドの製品のみならず高級機の少ないアメリカ製カメラとしても例外的な存在である[1]。オートマチックと言いながら初期型はシャッターセットがフィルム巻き上げと連動しておらずオートマットではない[1]。後に改良されてセルフコッキングになってからも特別その旨を表示していない[1]。フィルムの装填は赤窓式で1を出し[1]、フィルム巻き止めはセミオートマット[1]。二重露出防止装置はないが、撮影しないままのフィルム送りは防止されている[1]。デザインが良く[1]、作りも良く[1]、写りも良いが[1]、使い勝手が悪い[1]。

### 127フィルム使用カメラ

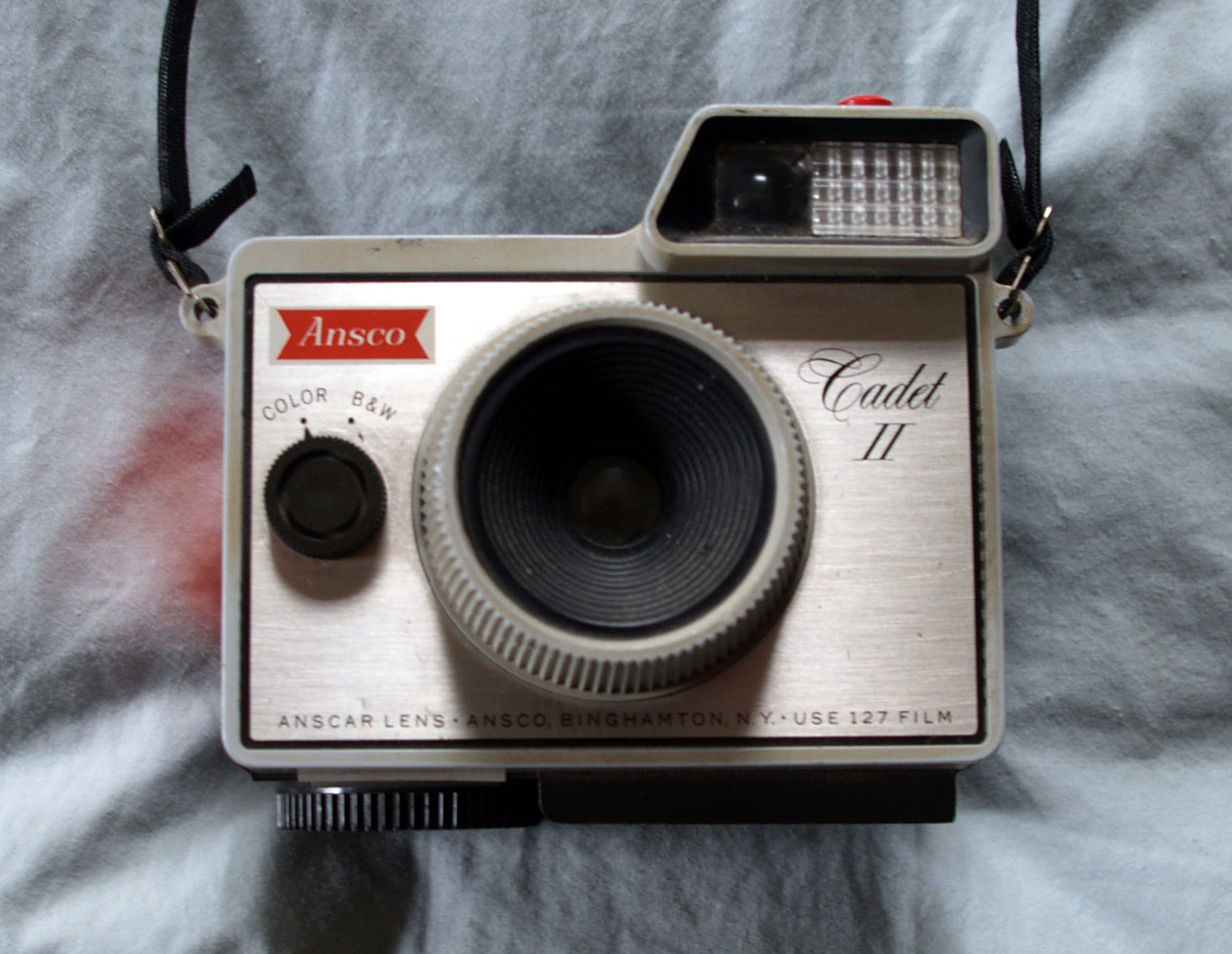
カデットII

- アンスコ0号 - 127フィルムを使用する。「アンスコ・ヴェスト」と俗称される。ヴェスト・ポケット・コダックの追随品だが一番安価な製品でもレンズにラピッド・レクチリニアを装備している。
- カデットII（Cadet II ）
- カデットレフレックス（Cadet Reflex 、1959年発売） - 4×4cm判。二眼レフカメラ型だがマット面はなく機能的にはボックスカメラに近い。

### 135フィルム使用カメラ

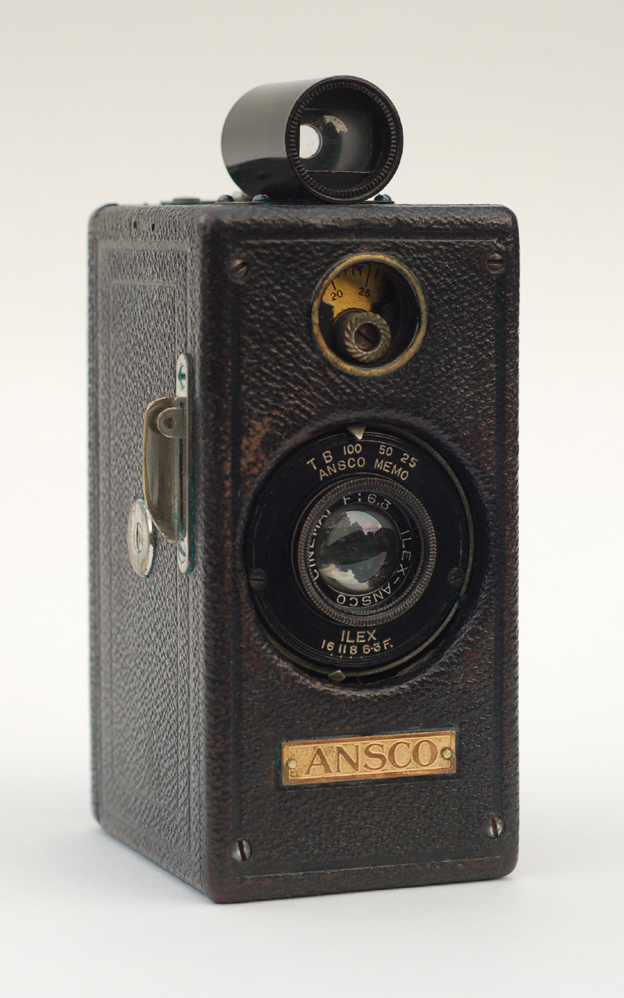
アンスコメモ

- アンスコメモ（Ansco Memo 、1925年発売[4][2]） - 35mmフィルムを使用、映画用と兼ねないスチル写真専用としては非常に初期の24×18mm（ハーフ）判カメラ。ボディーは木製本革張り。レンズはシネマットF6.3[2]。シャッターはアイレックスのエバーセット式でT、B、1/25、1/50、1/100秒[2]。発売と同時に現像タンク、プロジェクター[2]、引き伸ばし機などが用意され、システムカメラとしても初期の製品とされる。
- リージェント（Regent ） - 135フィルムを使用、アグフア製ゾリネッテ（Solinette ）のOEM。距離計はない。レンズはテッサー型3群4枚のゾリナー（Solinar ）50mmF3.5。
- スーパーリージェント（Super Regent ） - 135フィルムを使用、アグフアのスーパーゾリネッテ（Super Solinette ）のOEM。ファインダーに連動距離計が組み込まれている。レンズはテッサー型3群4枚のゾリナー（Solinar ）50mmF3.5。
- アンスコメモIIオートマチック（Ansco Memo II 、1963年発売） - 135フィルムを使用、24×18mm判（ハーフ判）。リコーのオートハーフゾーンフォーカスのOEM。

### 616フィルム使用カメラ
- クリッパー（Clipper ） - 616フィルムを使用する。
- フラッシュクリッパー（Flash Clipper ） - 616フィルムを使用する。
- クリッパースペシャル（Clipper Special ） - 616フィルムを使用する。

### 620フィルム使用カメラ
- パンダ（Panda 、1939年発売） - 620フィルムを使用する。二眼レフカメラ型だがマット面はなく機能的にはボックスカメラに近い。
- アンスコフレックス（Anscoflex ） - 620フィルムを使用し6×6cm判。エナメル仕上げの金属ボディー、スライド式の前面保護カバー兼ファインダーフード[1]と特徴的。二眼レフカメラ型だがマット面はなく機能的にはボックスカメラに近い[1]初級カメラである[1]。デザインはレイモンド・ローウィ[1]。シャッターはエバーセットで、シャッターボタンを押すとシャッターが切れてボタンが押し込まれたままとなり、フィルム巻き上げでボタンが出てくることで二重撮影防止になっている[1]。フィルム巻き上げは赤窓式[1]。
- アンスコフレックスII（Anscoflex II 、1954年発売[1]） - アンスコフレックスの改良型で、銘板にIIの表示がされクローズアップとY1フィルターが組み込まれた[1]。

### 写真乾板使用カメラ
アンソニースタジオカメラ（1870年発売） - 写真乾板使用、ガラス写真乾板は約25×35cm判。写真館にあるプロ用木製カメラの代名詞となった。

## フィルム製品
リバーサルフィルムのアンスコクロームが知られる。